# Icogne
Icogne ist eine politische Gemeinde und eine Burgergemeinde des Bezirks Siders im französischsprachigen Teil des Kantons Wallis in der Schweiz.
Zur Wasserversorgung der Gemeinde dient der kleine Stausee Lac d’Icogne. Die Gemeinde zählt zur Ferienregion Crans-Montana.

## Geografie

Luftbild (1955)

Icogne liegt im Tal der Lienne und wird im Osten durch die Lens begrenzt. Im Nordwesten der Gemeinde liegt der Stausee Lac de Tseuzier, aus dem die Lienne entspringt. Im Nordosten erstreckt sich das Gemeindegebiet bis ins Wildstrubelmassiv auf den Plaine-Morte-Gletscher.
Nachbargemeinden von Icogne sind im Norden Lenk (BE), im Nordosten Crans-Montana, im Osten Lens, im Süden Saint-Léonard und im Westen Ayent.

## Geschichte
Der Ort wurde im Jahr 1233 als Ucogni erstmals urkundlich erwähnt. Die politische Gemeinde entstand 1905 aus einem Teil der ehemaligen Grossgemeinde Lens.

## Bevölkerung
| Bevölkerungsentwicklung | Bevölkerungsentwicklung | Bevölkerungsentwicklung | Bevölkerungsentwicklung | Bevölkerungsentwicklung | Bevölkerungsentwicklung | Bevölkerungsentwicklung | Bevölkerungsentwicklung | Bevölkerungsentwicklung | Bevölkerungsentwicklung |
| ----------------------- | ----------------------- | ----------------------- | ----------------------- | ----------------------- | ----------------------- | ----------------------- | ----------------------- | ----------------------- | ----------------------- |
| Jahr                    | 1687                    | 1850                    | 1910                    | 1950                    | 2000                    | 2010                    | 2012                    | 2014                    | 2016                    |
| Einwohner               | 174                     | 271                     | 243                     | 218                     | 404                     | 524                     | 538                     | 558                     | 566                     |

## Persönlichkeiten
- Etienne-Barthélémy Bagnoud (1803–1888), Abtbischof von Saint-Maurice
- Ernst Müller (1891–1990, heimatberechtigt in Zürich und Icogne), Forstwirt und Staatsbeamter
- Roger Bonvin (1907–1982), Politiker (CVP)
- Gabrielle Nanchen (* 1943, heimatberechtigt in Icogne), Politikerin (SP)
- Jérémie Kamerzin (* 1988), Eishockeyspieler